# Lee Jin-wook
Đây là một tên người Triều Tiên, họ là Lee.
Lee Jin-wook (sinh ngày 16 tháng 9 năm 1981) là một nam diễn viên Hàn Quốc. Anh được biết đến với vai diễn nổi tiếng trong bộ phim Nine: Nine Time Travels (2013).

## Sự nghiệp
Lee Jin-wook học khoa Kĩ thuật môi trường tại Đại học Cheongju nhưng quyết định bỏ học để theo nghiệp diễn xuất. Anh bắt đầu sự nghiệp của mình với tư cách là người mẫu ảnh cho Panasonic vào năm 2003.
Anh ra mắt với tư cách là diễn viên trong My New Boyfriend, một bộ phim ngắn được sản xuất bởi Hur Jin-ho. Sau đó tham gia trong bộ phim truyền hình Cô đơn trong tình yêu trong vai một kẻ bám đuôi, Tìm lại nụ cười vai tuyển thủ bóng chày và vai nhân viên điều tra trong phim Someday vào năm 2006. Tiếp đó là vai diễn nhân viên hàng không trong phim Air City, một bác sĩ phẫu thuật thẩm mĩ trong phim Before and After, con trai của chủ tịch trong phim Formidable Rivals và vai người thừa kế mới cưới trong phim Lâu đài thủy tinh.
Sau đó, Lee Jin-wook dành hai năm để nhập ngũ từ 6 tháng 5 năm 2009 đến 7 tháng 3 năm 2011 trong nhóm Cơ quan truyền thông tại Bộ Quốc phòng Hàn Quốc. Ngay khi kết thúc nghĩa vụ, anh đã tham gia phim truyền hình Myung-wol the Spy trong vai một điệp viên từ Triều Tiên.
Sau khi tham gia vào bộ phim I Need Romance (2012) với vai bạn trai của một người phụ nữ tài giỏi, Lee Jin-wook tiếp tục tham gia bộ phim đã giúp cho anh trở nên nổi tiếng hơn Nine: Nine Time Travels..
Nhờ sự hưởng ứng tích cực của mọi người sau bộ phim Nine: Nine Time Travels, anh đã tham gia vào bộ phim điện ảnh Miss Granny, và tiếp theo đó là phim điện ảnh khác The Target, được làm lại từ bộ phim hành động của Pháp Point Blank.
Vào năm 2014, Lee Jin-wook tái hợp tác với đoàn làm phim của bộ phim Nine: Nine Time Travels trong phim truyền hình Ba chàng lính ngự lâm bối cảnh thời Joseon vai Thái tử Sohyun. Tiếp đó là hai bộ phim điện ảnh Beauty Inside và Time Renegade.

## Đời tư
Sau bộ phim Air City vào năm 2007, Lee Jin-wook đã hẹn hò với nữ diễn viên Choi Ji-woo. Hai người đã chia tay vào năm 2011.
Năm 2014, Lee Jin-wook hẹn hò với nữ diễn viên Gong Hyo-jin, sau đó hai người đã chia tay.

## Sự nghiệp diễn xuất

### Phim truyền hình
| Năm  | Tên                                      | Vai diễn                            | Kênh    |
| ---- | ---------------------------------------- | ----------------------------------- | ------- |
| 2004 | MBC Best Theater "Bad Girl"              |                                     | MBC     |
| 2005 | Resurrection                             | Steven Lee thật (tập 23)            | KBS2    |
| 2006 | Alone in Love                            | Min Hyun-joong                      | SBS     |
| 2006 | Smile Again                              | Yoon Jae-myung                      | SBS     |
| 2006 | Someday                                  | Im Seok-man                         | OCN     |
| 2007 | Air City                                 | Kang Ha-joon                        | MBC     |
| 2008 | Before and After: Plastic Surgery Clinic | Han Geon-soo                        | MBC     |
| 2008 | Formidable Rivals                        | Kang Soo-ho                         | KBS2    |
| 2008 | Glass Castle                             | Kim Joon-sung                       | SBS     |
| 2009 | The Road Home                            | Lee Jin-wook (khách mời, tập 21-22) | KBS1    |
| 2011 | Spy Myung-wol                            | Choi Ryu                            | KBS2    |
| 2012 | I Need Romance 2012                      | Yoon Seok-hyun                      | tvN     |
| 2013 | Nine: Nine Time Travels                  | Park Sun-woo                        | tvN     |
| 2014 | The Three Musketeers                     | Chiêu Hiến Thế tử                   | tvN     |
| 2015 | The Time We Were Not in Love             | Choi Won                            | SBS     |
| 2016 | Goodbye Mr.Black                         | Cha Ji Won-Black                    | MBC     |
| 2018 | Return                                   | Dokgo Young                         | SBS     |
| 2018 | Voice 2                                  | Do Kang Woo                         | OCN     |
| 2019 | Voice 3                                  | Do Kang Woo                         | OCN     |
| 2020 | Sweet Home                               | Pyeon Sang-wook                     | Netflix |
| 2021 | Bulgasal                                 | Dan Hwal                            | tvN     |

### Phim điện ảnh
| Năm          | Tên                          | Vai diễn      |
| ------------ | ---------------------------- | ------------- |
| 2004         | My New Boyfriend (phim ngắn) | Bạn trai      |
| 2014         | Miss Granny                  | Han Seung-woo |
| 2014         | The Target                   | Lee Tae-joon  |
| 2015         | Beauty Inside                | Woo-jin       |
| 2015         | Time Renegade                | Gun-woo       |
| 2018         | A Tiger in Winter            | Gyeong-yu     |
| 2018         | High Society                 | Shin Ji-ho    |
| 2018         | Road to Utah                 |               |
| Bản mẫu:2021 | Happy New Year               | [ 21 ]        |

### Chương trình thực tế
| Năm  | Tên                       | Kênh    | Ghi chú                |
| ---- | ------------------------- | ------- | ---------------------- |
| 2007 | I ♡ Broadway              | OCN     |                        |
| 2008 | My Style Road             | OnStyle |                        |
| 2008 | Happy Together - Season 3 | KBS2    | Khách mời, tập 43      |
| 2008 | Family Outing             | SBS     | Khách mời, tập 11-12   |
| 2008 | 2 Days & 1 Night          | KBS Joy | Khách mời, tập 9-10    |
| 2012 | Strong Heart              | SBS     | Khách mời, tập 125-126 |
| 2015 | Three Meals               | tvN     | Khách mời              |
| 2020 | Running Man               | SBS     | Khách mời, tập 533     |
| 2021 | Amazing Saturday          | tvN     | Khách mời tập 191      |

### Music Video
| Năm  | Ca khúc              | Ca sĩ                        |
| ---- | -------------------- | ---------------------------- |
| 2002 | "In Case of My Love" | Jung Jae-hyung               |
| 2004 | "Misty Moon"         | Lim Hyung-joo                |
| 2004 | "Grabber"            | Kim Dong-ryool và Lee So-eun |
| 2005 | "Doo roo roo"        | Ahn Jae-wook                 |
| 2009 | "My Love"            | Shin Seung-hun               |

## Giải thưởng và đề cử
| Năm  | Giải                                 | Hạng mục                                                      | Đề cử                        | Kết quả   |
| ---- | ------------------------------------ | ------------------------------------------------------------- | ---------------------------- | --------- |
| 2006 | SBS Drama Awards                     | Giải ngôi sao mới                                             | Alone in Love, Smile Again   | Đoạt giải |
| 2008 | Korea Drama Awards lần 2             | Giải bình chọn                                                | Glass Castle                 | Đề cử     |
| 2008 | SBS Drama Awards 2008                | Giải diễn viên xuất sắc trong sê ri phim truyền hình          | Glass Castle                 | Đề cử     |
| 2013 | Mnet 20's Choice Awards lần 7        | 20's Drama Star - Nam                                         | Nine: Nine Time Travels      | Đoạt giải |
| 2013 | Korea Drama Awards lần 6             | Giải Daesang                                                  | Nine: Nine Time Travels      | Đề cử     |
| 2013 | Korea Drama Awards lần 6             | Giải cặp đôi xuất sắc với Jo Yoon-hee                         | Nine: Nine Time Travels      | Đề cử     |
| 2013 | APAN Star Awards lần 2               | Giải xuất sắc                                                 | Nine: Nine Time Travels      | Đề cử     |
| 2015 | SBS Drama Awards 2015                | Giải cặp đôi xuất sắc (với Ha Ji-won)                         | The Time We Were Not in Love | Đề cử     |
| 2015 | SBS Drama Awards 2015                | Giải bình chọn                                                | The Time We Were Not in Love | Đề cử     |
| 2015 | SBS Drama Awards 2015                | Giải diễn viên xuất sắc trong mini sê ri                      | The Time We Were Not in Love | Đề cử     |
| 2016 | Korea Film Actors Association Awards | Giải thưởng lớn                                               | Time Renegades               | Đoạt giải |
| 2018 | SBS Drama Awards                     | Giải diễn viên xuất sắc trong phim truyền hình thứ tư-thứ năm | Return                       | Đề cử     |